# اس‌اس وینونا
اس‌اس وینونا (به انگلیسی: SS Winona) یک کشتی بود که طول آن ۴۱۱٫۵ فوت (۱۲۵٫۴ متر) بود. این کشتی در سال ۱۹۱۸ ساخته شد.